# Mesoniscus histrianorum
Mesoniscus histrianorum là một loài chân đều trong họ Mesoniscidae. Loài này được Arcangeli miêu tả khoa học năm 1939.